# Hypostomus plecostomoides
Hypostomus plecostomoides is een straalvinnige vissensoort uit de familie van de harnasmeervallen (Loricariidae). De wetenschappelijke naam van de soort is voor het eerst geldig gepubliceerd in 1922 door Eigenmann.

## Voorkomen
De soort komt alleen voor in de rivier de Meta, in het oosten van Colombia.